# أوتو فون مولر
أوتو فون مولر (بالألمانية: Otto von Müller)‏ هو لاعب كرة مضرب ألماني، ولد في 17 أكتوبر 1875 في يوليش في ألمانيا، وتوفي في 2 أبريل 1976 في فورستنفلدبروك في ألمانيا.

## وصلات خارجية
- أوتو فون مولر على موقع الاتحاد الدولي لكرة المضرب (الإنجليزية)
- أوتو فون مولر على موقع أرشيف التنس.كوم (الإنجليزية)
- أوتو فون مولر على موقع اللجنة الأولمبية الدولية (الإنجليزية)
- أوتو فون مولر على موقع أوليمبيديا (الإنجليزية)